# Neuruppin

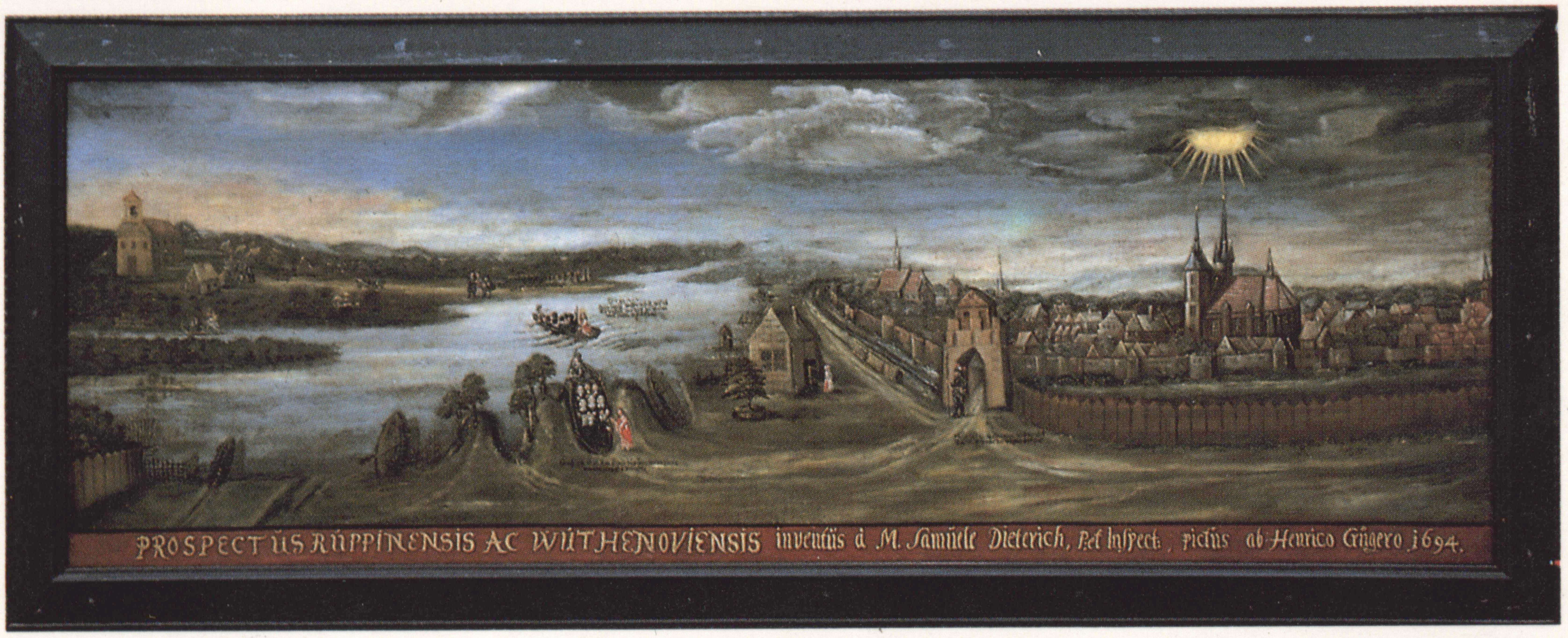
Neuruppin 1694

Neuruppin is een gemeente in de Duitse deelstaat Brandenburg. Het is de Kreisstadt van de Landkreis Ostprignitz-Ruppin. De stad telt 30.764 inwoners.

## Geografie
Neuruppin heeft een oppervlakte van 330 km² en ligt in het oosten van Duitsland. Neuruppin bestaat uit 14 kleinere woonkernen.

### Klimaat
| Maand                                        | jan   | feb   | mrt   | apr  | mei  | jun  | jul  | aug  | sep  | okt  | nov   | dec   | Jaar  |
| -------------------------------------------- | ----- | ----- | ----- | ---- | ---- | ---- | ---- | ---- | ---- | ---- | ----- | ----- | ----- |
| Hoogste maximum (°C)                         | 14,4  | 17,7  | 21,1  | 28,1 | 30,6 | 35,3 | 35,7 | 35,0 | 30,5 | 26,6 | 17,5  | 14,3  | 35,7  |
| Gemiddeld maximum (°C)                       | 2,6   | 4,0   | 8,2   | 13,8 | 18,9 | 21,4 | 23,7 | 23,3 | 18,9 | 13,4 | 7,3   | 3,7   | 13,3  |
| Gemiddelde temperatuur (°C)                  | 0,2   | 1,0   | 4,4   | 8,9  | 13,7 | 16,3 | 18,7 | 18,3 | 14,5 | 9,8  | 4,8   | 1,5   | 9,3   |
| Gemiddeld minimum (°C)                       | −2,2  | −1,9  | 0,6   | 4,0  | 8,4  | 11,3 | 13,7 | 13,3 | 10,1 | 6,2  | 2,3   | −0,6  | 5,4   |
| Laagste minimum (°C)                         | −22,5 | −23,8 | −19,1 | −6,8 | −1,7 | 2,1  | 6,6  | 4,8  | 1,5  | −6,4 | −11,6 | −16,1 | −23,8 |
|                                              |       |       |       |      |      |      |      |      |      |      |       |       |       |
| Neerslag (mm)                                | 44,8  | 33,5  | 37,3  | 31,7 | 49,4 | 64,9 | 63,5 | 53,5 | 43,6 | 42,4 | 40,9  | 46,7  | 552,2 |
| Bron: https://wetterlabs.de/klima/neuruppin/ |       |       |       |      |      |      |      |      |      |      |       |       |       |

## Geschiedenis
Neuruppin ligt aan de oevers van een meer, de Ruppiner See, en de binnenstad is overwegend neoclassicistisch van stijl. Na de grote brand van 1787 is het naar een ontwerp van Bernhard Matthias Brasch herbouwd. De enige oudere gebouwen zijn de gotische postdominicaner kerk en twee kleine ziekenhuiskapellen.

## Plaatsen in de gemeente Neuruppin
| - Alt Ruppin - Klausheide - Buskow - Gnewikow - Gühlen-Glienicke - Binenwalde - Boltenmühle - Kunsterspring - Neuglienicke - Rheinsberg-Glienicke - Steinberge - Karwe - Karwe Ausbau - Krangen - Zermützel - Zippelsförde | - Lichtenberg - Molchow - Nietwerder - Nietwerder Ausbau - Neuruppin (Kernstadt) - Bechlin - Gildenhall - Treskow - Radensleben - Stöffin - Wulkow - Wuthenow |

## Geboren in Neuruppin
- Karl Friedrich Schinkel (1781 - 1841), architect
- Ferdinand Möhring (1816 - 1887), koninklijk muziekdirecteur, componist
- Theodor Fontane (1819 - 1898), romanschrijver, dichter en journalist
- Wilhelm Gentz (1822 - 1890), schilder
- Paul Carl Beiersdorf (1836 - 1896), apotheker en grondlegger van de Beiersdorf AG
- Carl Großmann (1863 - 1922), seriemoordenaar
- Hermann Hoth (1895-1971), generaal
- Fritz Baade (1893 - 1974), Duits politicus (SPD)
- Klaus Schwarzkopf (1922 - 1991), toneelspeler
- Eva Strittmatter (1930-2011), romanschrijfster
- Jörg Hube (1943), toneelspeler
- Tatjana Hüfner (1983), rodelaarster

Breddin ·
Dabergotz ·
Dreetz ·
Fehrbellin ·
Heiligengrabe ·
Herzberg (Mark) ·
Kyritz ·
Lindow ·
Märkisch Linden ·
Neuruppin ·
Neustadt (Dosse) ·
Rheinsberg ·
Rüthnick ·
Sieversdorf-Hohenofen ·
Storbeck-Frankendorf ·
Stüdenitz-Schönermark ·
Temnitzquell ·
Temnitztal ·
Vielitzsee ·
Walsleben ·
Wittstock/Dosse ·
Wusterhausen/Dosse ·
Zernitz-Lohm